# Darren Tate
Darren Tate es un DJ y productor musical británico originario de Londres, Reino Unido. Destacado exponente del género Trance de la Música Electrónica.
Al igual que muchos de sus colegas DJ, Tate ha usado una gran cantidad de pseudónimos, enmascarando así su gran contribución a la música electrónica en el siglo XXI. Su primer proyecto lo llevó a cabo junto a su colega y superestrella Judge Jules, en el año 2000. Dicho proyecto llevaba por nombre Angelic, y participaron, además de él y Judge Jules, la esposa de éste, Amanda O'Riordan. A finales de ese mismo año emprendió un nuevo proyecto llamado Orion. En septiembre de 2002 volvía a la escena, esta vez bajo el seudónimo de Jurgen Vries. Desde entonces, firma sus trabajos como DT8 o DT8 Project. Su tema más exitoso hasta el momento es "The Opera Song", con las vocales de la talentosa Charlotte Church (aparece como CMC en el libreto), sin olvidar "Let The Light Shine In" junto con Jono Grant (uno de los intengrantes de Above & Beyond y vocales de Shirley Randall)que se convirtió en todo un himno de la música electrónica. Ha participado en algunas compilaciones de música electrónica, mayoritariamente trance, que han alcanzado buenos puestos en las listas de éxitos.
Ha utilizado otros seudónimos como Citizen Caned, y en la actualidad es el dueño de Mondo Records, una discográfica independiente con la que edita sus trabajos y que da oportunidades a nuevos productores y DJ's con talento.

## Discografía

### Álbumes / EP
- 2006 — Horizons 01
- 2006 — Horizons 01 EP

### Sencillos y pistas
- 1999 — Fall from Grace
- 1999 — Synergy
- 2001 — Lifted (con vocales de Marcela Woods)
- 2003 — Let the light shine in (en colaboración con Jono Grant)
- 2003 — Nocturnal creatures (en colaboración con Jono Grant)
- 2003 — Now is the time (en colaboración con Mike Koglin)
- 2003 — Prayer for a God (con vocales de Swati Natekar)
- 2004 — The Other Love (en colaboración con Blue Amazon)
- 2004 — Now we are free ("Tema de Gladiator", con las vocales de Shena McSwee)
- 2007 — Chori Chori / Echoes
- 2008 — On The 7th day
- 2008 — I would die for you

### Remezclas
- 2000 — Orion - Eternity (Darren Tate Mix Edit)
- 2001 — JBN - All I Want (Darren Tate's Angelic Mix)
- 2001 — W.I.P feat. Emmie - I Won't Let You Down (Darren Tate's Angelic Remix)
- 2001 — Ayumi Hamasaki - Audience (Darren Tate Remix)
- 2002 — Orion - See Me Here (Darren Tate's Beachcomber Vocal Mix)
- 2002 — Orion - See Me Here (Darren Tate's Beachcomber Dub Mix)
- 2002 — Every Little Thing - Time Goes By (Darren Tate Remix)
- 2003 — Era - Looking For Something (Darren Tate Remix)
- 2003 — Kota - Waiting (Darren Tate vs. Mike Koglin Remix)
- 2003 — Jurgen Vries - The Opera Song (Brave New World) (Darren Tate's Classical Rework)
- 2004 — DT8 Project - The Sun Is Shining (Down On Me) (Darren Tate Mix)
- 2006 — Hemstock & Jennings vs. Adam White - Reverence (Darren Tate Remix)
- 2007 — Above & Beyond - Good For Me (Darren Tate Remix)
- 2007 — DT8 Project featuring Gavin Rossdale - Falling (Darren Tate Remix)

### Como DT8 Project

#### Álbumes
- 2008 — Perfect World

#### Sencillos y pistas
- 2003 — Destination (vocales de Roxanne Wilde)
- 2004 — The sun is shining (Down On Me) (vocales de Rob Li)
- 2005 — Winter (vocales de Andrea Britton)
- 2006 — Narama (vocales de Mory Kante)
- 2006 — Hold me till the end (vocales de Alexta)
- 2007 — The power of one (vocales de Shena McSwee)

#### Remezclas
- 2002 — The Morne featuring Leee John - See For Miles (T8's Original Mix)
- 2002 — The Morne featuring Leee John - See For Miles (T8's Dub Mix)
- 2003 — Brisky vs Coleman - Prototype 1 (Synthetica) (DT8s Club Dub)
- 2007 — Sunfreakz featuring Andrea Britton - Counting Down The Days (DT8 Project Remix)
- 2007 — Angelic - Stay With Me (DT8 Project Remix)

### Como Jurgen Vries

#### Sencillos y pistas
- 2003 — The theme
- 2003 — The opera song (Brave new world) (vocales de CMC, alias de Charlotte Church)
- 2003 — Wilderness (vocales de Shena, alias de Shena McSwee)
- 2004 — Take my hand (vocales de Andrea Britton)[1]

#### Remezclas
- 2003 — DT8 Project feat. Roxanne Wilde = Destination (Jurgen Vries Mix)
- 2006 — DT8 Project feat. Mory Kante - Narama (Jurgen Vries Remix)
- 2008 — Darren Tate - I would die for you (Jurgen Vries Instrumental)

### Otros sencillos
También, Darren Tate utilizó el seudónimo de Citizen Caned en el cual lanzó un solo sencillo llamado The Journey en abril de 2001.